# Apalis goslingi
Apális-congolês ou apális-do-congo (Apalis goslingi) é uma espécie de ave da família Cisticolidae.
Pode ser encontrada nos seguintes países: Angola, Camarões, República Centro-Africana, República do Congo, República Democrática do Congo e Gabão.
Os seus habitats naturais são: florestas subtropicais ou tropicais húmidas de baixa altitude.